# Parafia św. Antoniego z Padwy w Oakville
Parafia św. Antoniego z Padwy w Oakville (ang. St. Anthony of Padua Parish) – polska parafia rzymskokatolicka położona w Oakville, w prowincji Ontario w Kanadzie. Jest to parafia etniczna, przynależąca do diecezji Hamilton, Msze św. są odprawiane w języku polskim i angielskim.
Parafia została utworzona w 1997 roku i jest dedykowana św. Antoniemu Padewskiemu.

## Grupy parafialne
- Żywy Różaniec
- Krucjata Różańcowa za Ojczyznę
- Grupa Modlitwy św. Ojca Pio
- Chór Parafialny „Cantabile”
- Ministranci
- Katecheza dla dzieci i młodzieży (do I Komunii św. i Bierzmowania)

## Nabożeństwa w j. polskim
- Różaniec za Ojczyznę – od poniedziałku do piątku pół godziny przed każdą Mszą św.
- Nowenna do św. Antoniego – 13 wtorków (od marca do czerwca) oraz przed Odpustem Parafialnym
- Nowenna do Matki Bożej Nieustającej Pomocy – w każdą środę po Mszach św. o godz. 9:00 i 19:00
- Koronka do Miłosierdzia Bożego – w każdy piątek po Mszy św. o godz. 19:00
- Nabożeństwo pierwszych Piątków i Pierwszych Sobót miesiąca
- Godzinki ku czci Najświętszej Maryi Panny w każdą niedzielę o godz. 8:30
- Msza św. niedzielna w każdą sobotę o godz. 17:00 (po angielsku)
- Msze św. po polsku w każdą niedzielę o godz. 9:00, 11:00 i 12:30
- Spowiedź św. pół godziny przed każdą Mszą św.